# Dolomity Sportowa Dolina

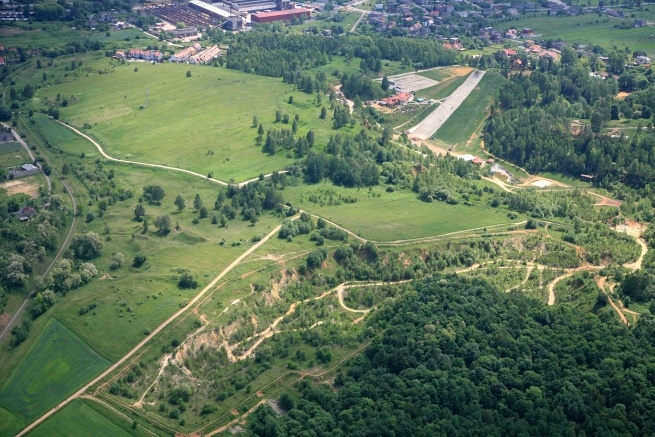
Kompleks z lotu ptaka

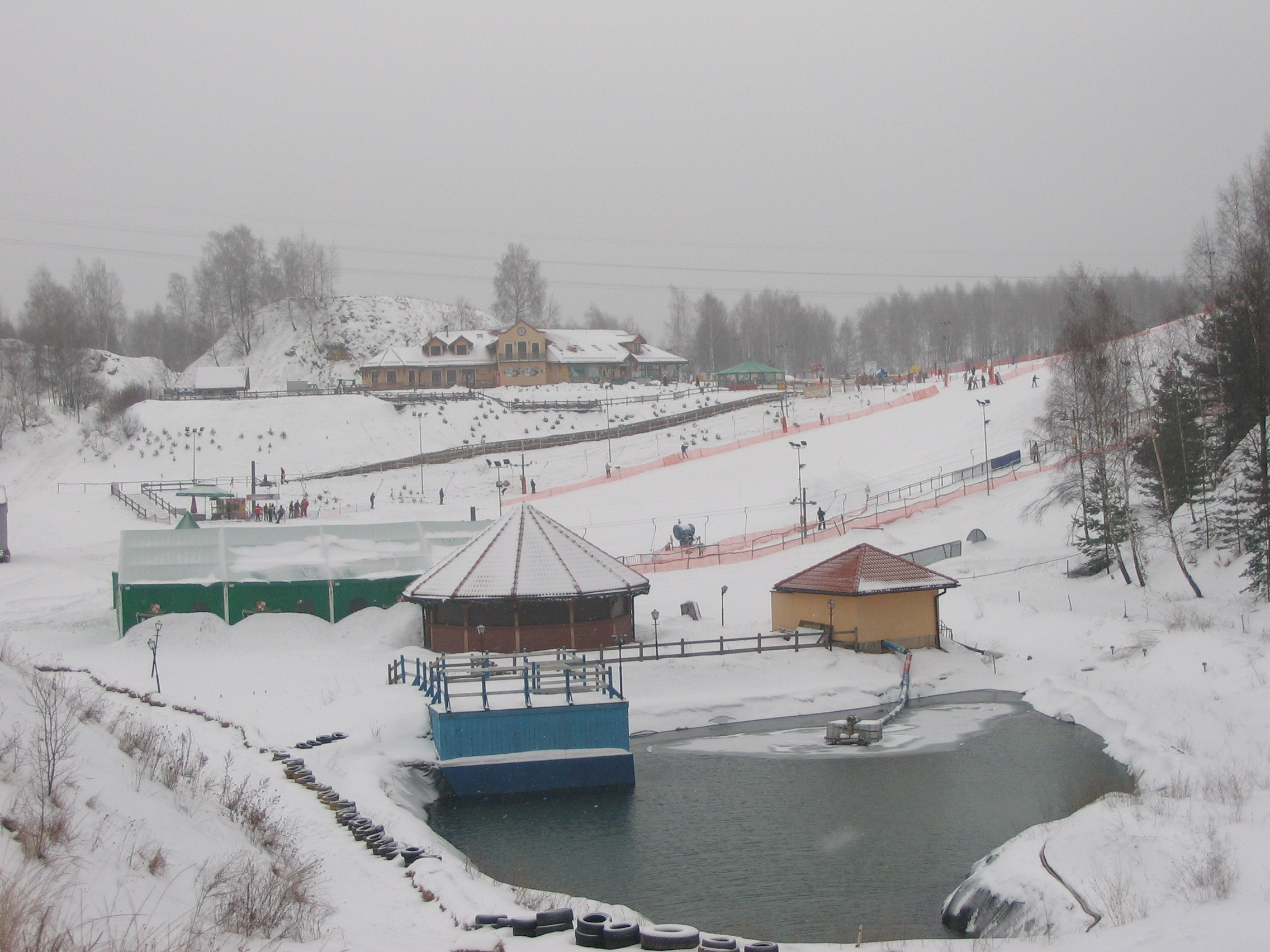
Dolomity Sportowa Dolina zimą w 2005 roku

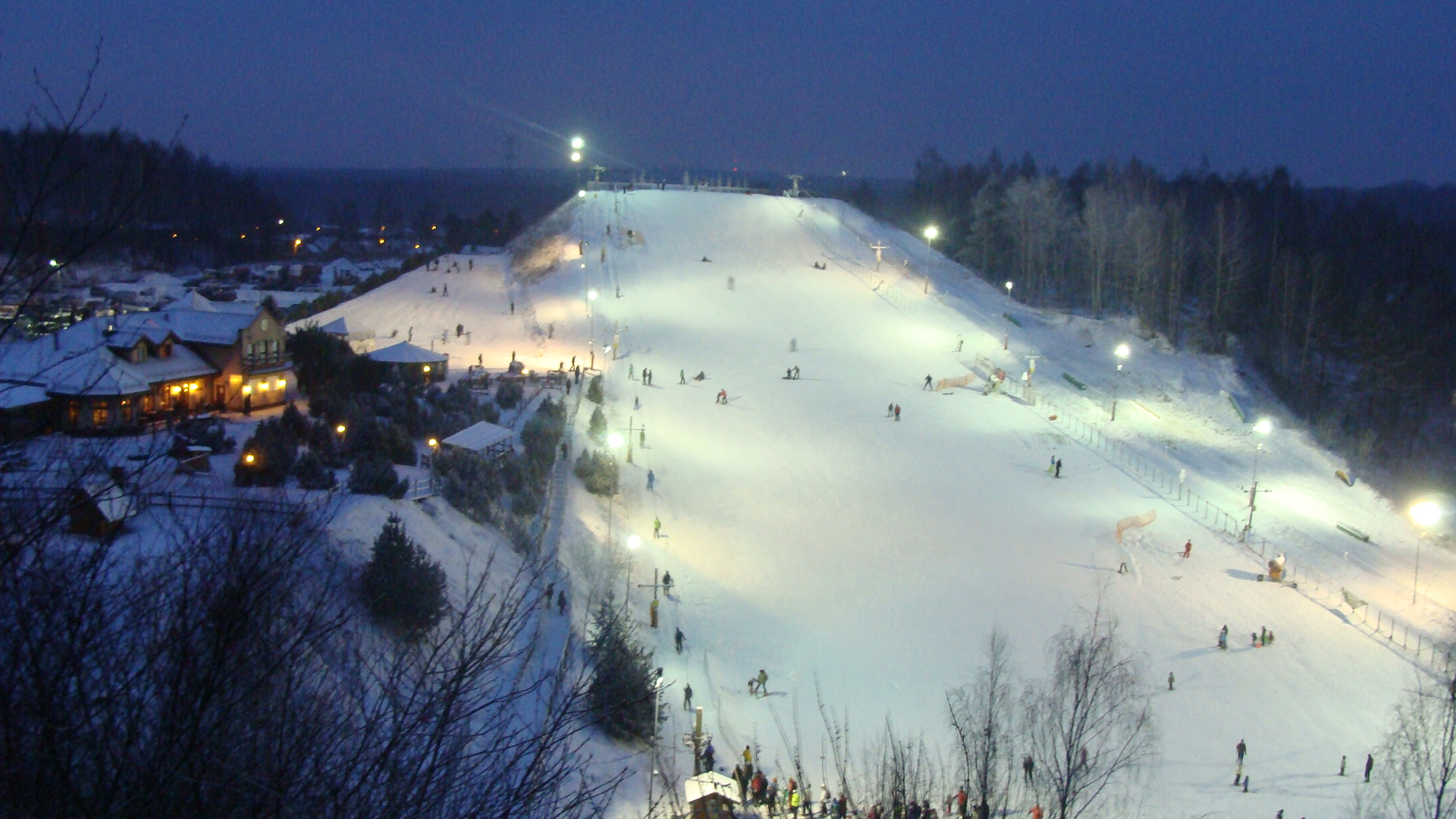
Stok narciarski kompleksu nocą w 2014 roku

Dolomity Sportowa Dolina – centrum narciarsko-snowboardowe znajdujące się w  Suchej Górze w Bytomiu. Istnieje od 1 grudnia 2002 roku.

## Informacje
Dolomity Sportowa Dolina (DSD)

Bytom Sucha Góra

ul. Blachówka 94

## Atrakcje
Istniejące: 
- dwa działające wyciągi narciarskie
- 300 m tras zjazdowych
- snowpark "White Cross Superpark"
- zimowy tor saneczkowy
- park zabaw zimowych dla dzieci
- trzy restauracje (Music Bar)
- wypożyczalnia sprzętu sportowego
- sklep sportowy
- trasy rowerowe i widokowe

Planowane: 
- centrum tenisowe
- kompleks basenów